# Житиште (община)
Житиште (серб. Житиште) — община в Сербии, входит в Средне-Банатский округ.
Население общины составляет 18 661 человек (2007 год), плотность населения составляет 36 чел./км². Занимаемая площадь — 525 км², из них 90,3 % используется в промышленных целях.
Административный центр общины — город Житиште. Община Житиште состоит из 12 населённых пунктов, средняя площадь населённого пункта — 43,8 км².

## Статистика населения общины

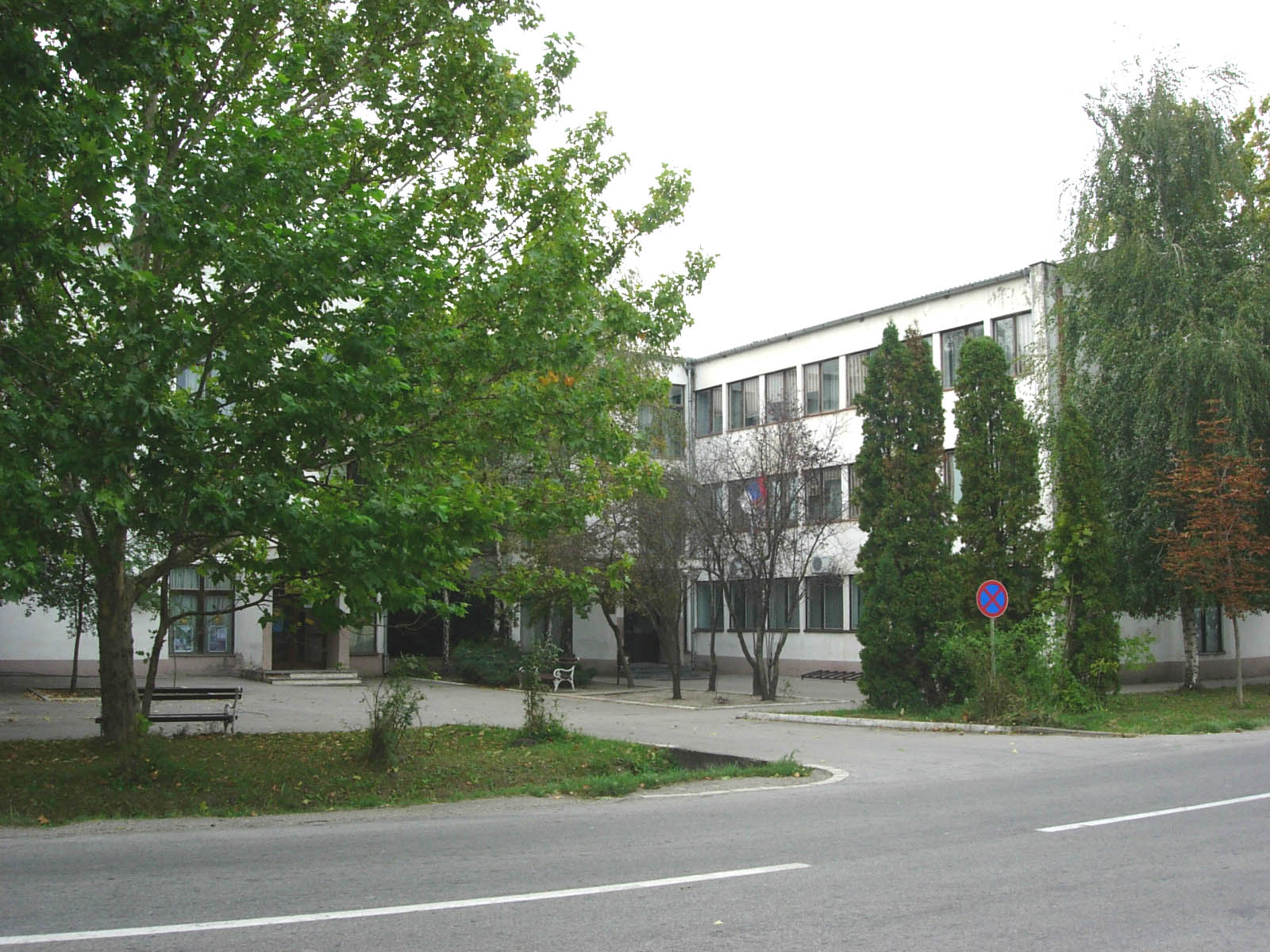
Здание администрации общины, в Житиште

| Год  | Население, чел. |
| ---- | --------------- |
| 1991 | 22 826          |
| 2001 | 20 562          |
| 2002 | 20 322          |
| 2003 | 20 026          |
| 2004 | 19 725          |
| 2005 | 19 383          |
| 2006 | 19 014          |
| 2007 | 18 661          |

## Этническая структура
По переписи населения Сербии 2002 года основные этнические группы в общине:
- сербы (61,9 %)
- венгры (19,69 %)
- румыны (9 %)
- цыгане (3,75 %)
- югославы (1,3 %)

## Населённые пункты
На территории общины расположены 12 населённых пунктов — город Житиште и сёла: Банатски-Двор, Банатско-Вишничево, Банатско-Караджёрджево, Меджя, Нови-Итебей, Равни-Тополовац, Српски-Итебей, Торак, Торда, Хетин и Честерег.
В городе Житиште и сёлах Банатско-Вишничево, Банатско-Караджёрджево, Меджя, Равни-Тополовац, Српски-Итебей и Честерег преобладает сербское население, в сёлах Нови-Итебей, Торда и Хетин — венгерское, Торак — населён в значительной части румынами, в селе Банатски-Двор преобладают две этнические группы — сербы и венгры.

## Образование
В общине в 2003—2004 учебном году было 10 основных школ, в то время (2003—2004 гг.), там обучалось 1805 учеников.